# Röszke
Röszke est un village et une commune du comitat de Csongrád en Hongrie.

## Géographie
Du fait de sa position au sud sur l'autoroute M5 (Hongrie) et son poste frontière avec la Serbie, Röszke est un important lieu de passage. Le village est dans la plaine de la Tisza avec un port, modeste et une riche plaine alluviale.

## Histoire
Le 15 septembre 2015 vers minuit, la Hongrie ferme sa frontière avec la Serbie à Röszke, après avoir érigé un mur de barbelés censé arrêter l'afflux de migrants en provenance du Moyen-Orient.

## Économie
Une unité de production Unilever est sur son territoire.

## Personnages célèbres
- Sándor Rózsa, célèbre hors-la-loi et bandit de grand chemin (betyár), né dans le village en 1813.

## Références

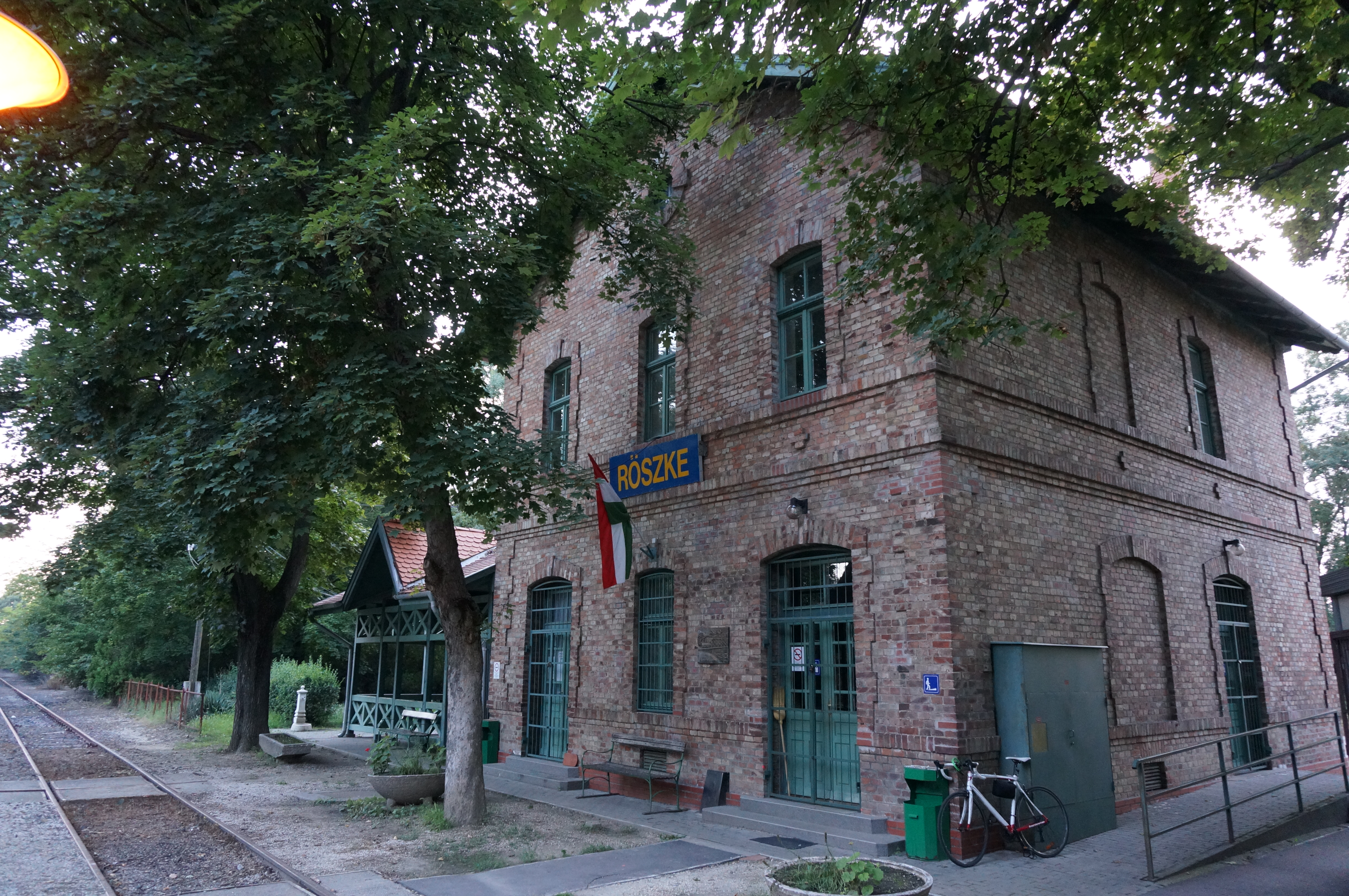
La gare.
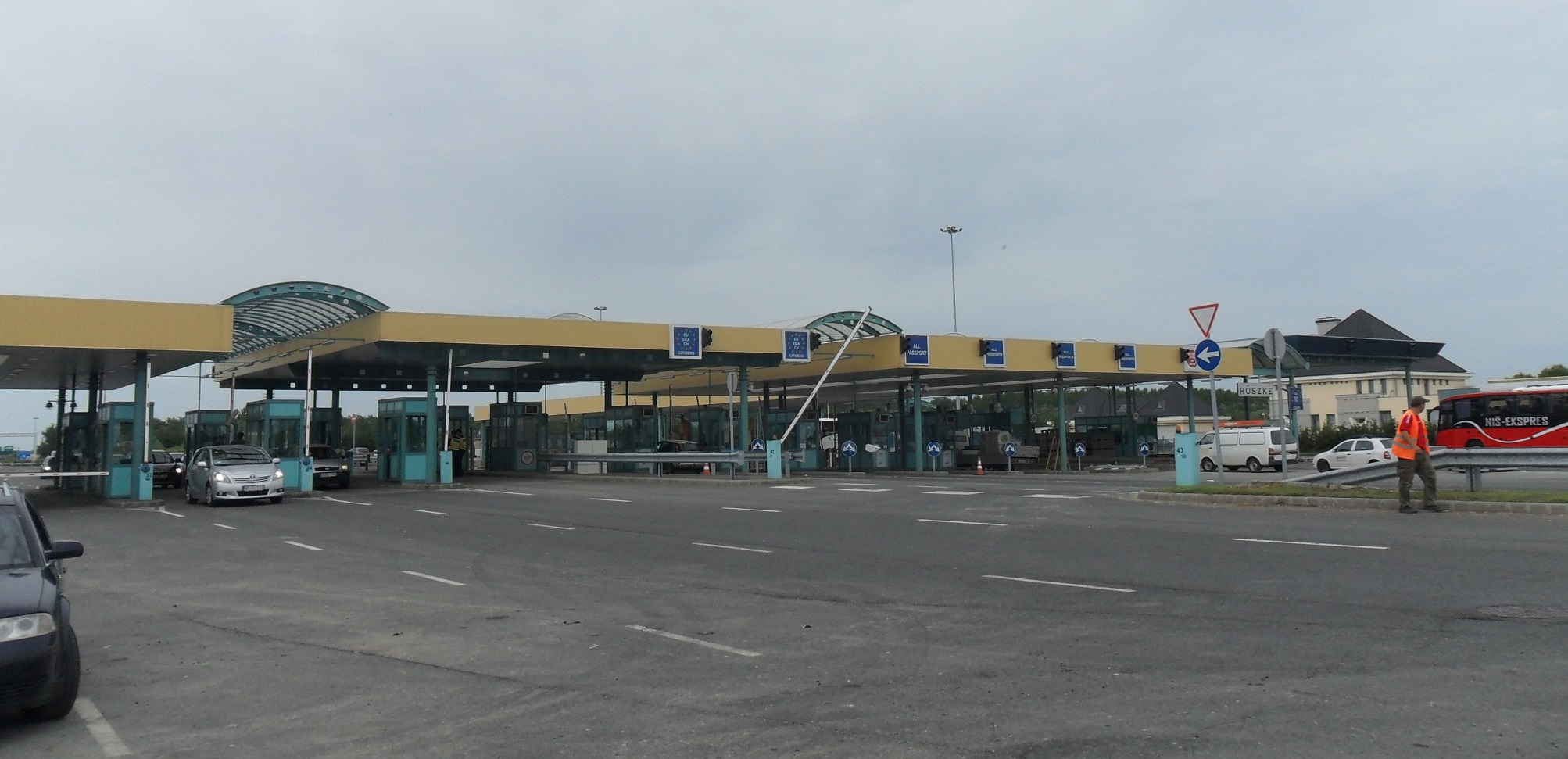
Le poste frontière.
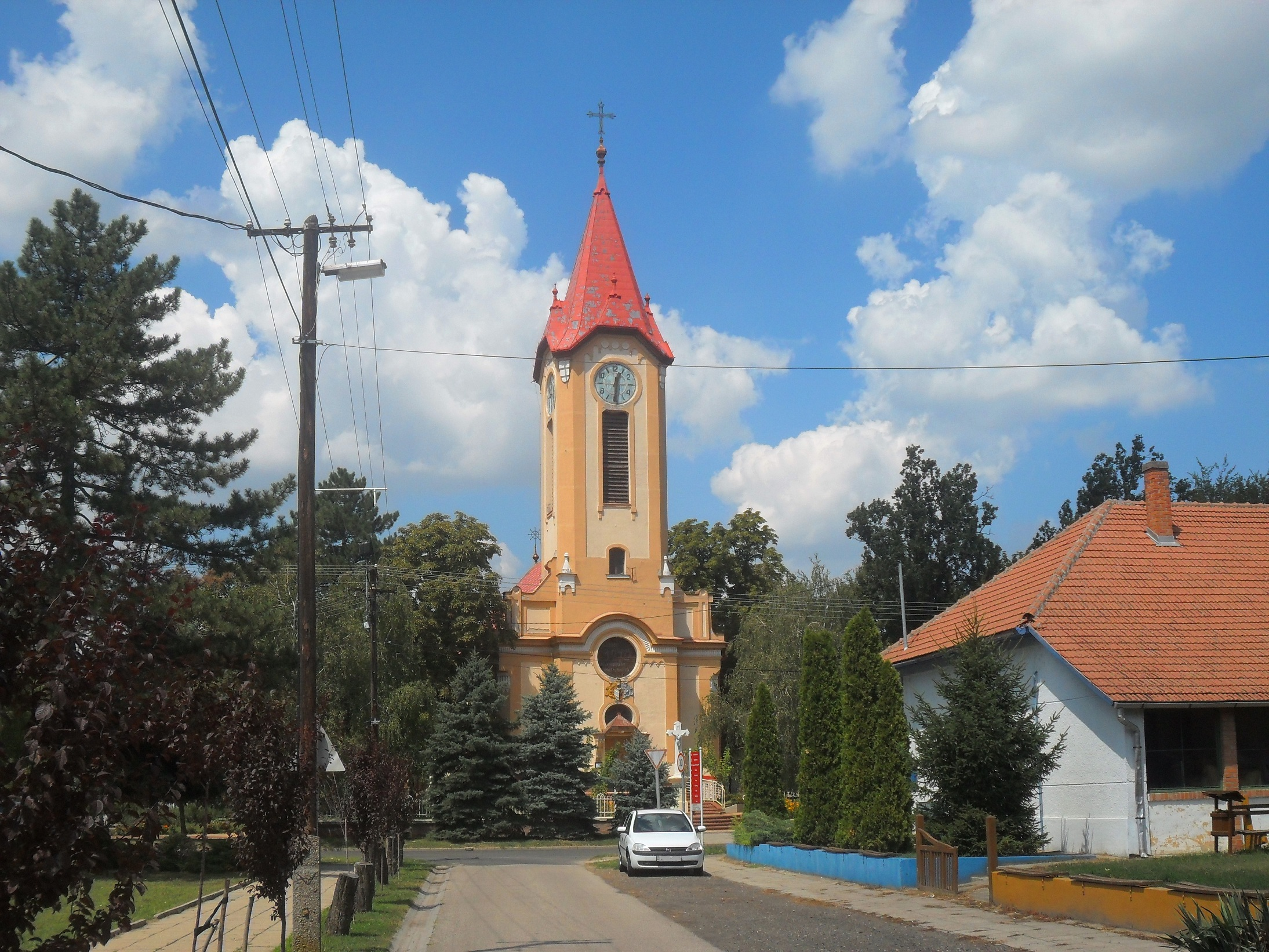
Son église.